# ادم مغزی
ادم مغزی به معنی تجمع آب در فضای داخل سلولی یا خارج سلولی در مغز است. ورم مغزی همان تورم یا اِدِم مغز است. برای توضیح ساده تر باید گفت همان طور که اگر قسمتی از بدنتان مانند دست یا پا آسیب ببیند متورم می شود، مغز هم اینگونه است. مغز نیز می تواند در اثر بیماری، عفونت و یا ضربه متورم شود، با این تفاوت که فضای جمجه یک حجم ثابتی دارد، پس با تورم یک بخش سایر قسمت ها نیز به دلیل نبود فضا تحت فشار قرارگرفته و عملکرد بخش های دیگر نیز تحت تاثیر قرار می گیرد.
تورم ممکن است در مکان های خاصی و یا در سراسر مغز رخ دهد، این کاملا به علت آن بستگی دارد. به هرحال با افزایش فشار درون جمجمه عروق خونی این ناحیه نیز تحت فشار قرار می گیرند و خونرسانی سخت شده و اکسیژن رسانی با مشکل مواجه می شود. همچنین بخاطر وجود محافظی محکم همچون استخوان جمجمه درمان ورم مغزی دشوار تر است (Sew3)

## فشار داخل جمجمه‌ای (ICP)
فضای داخل جمجمه فضای بسته‌ای است که قابلیت اتساع ندارد. خون از سرخرگ به داخل حفرهٔ مغز وارد و از طریق سیاهرگ خارج می‌گردد. محتویات داخل کاسهٔ جمجمه شامل این موارد می‌باشد:
۱. بافت خود مغز که به‌طور متوسط در بزرگسالان ۱٬۴۰۰ گرم وزن دارد.
۲. جریان خون داخل مغز که ‎ ۷۵ cc در ثانیه است.
۳. مایع مغزی نخاعی (CSF) که  ۷۵ cc است.
فشار داخل جمجمه (ICP) ناشی از این سه جزء می‌باشد. حد نرمال آن(‎ ۱۰ – ۲۰ mmHg) است. برای اینکه ICP در این حد حفظ شود لازم است تعادل بین این سه جزء پایدار باشد. در صورت تغییر حجم یکی از این سه عامل معمولاً حجم یا مقدار دو عامل دیگر نیز تغییر می‌یابد تا ICP در حد نرمال حفظ شود. البته توانایی بافت مغز نسبت به دو عامل دیگر در فشرده شدن و کاهش حجم آن کمتر است لذا عمده تغییرات در حجم خون یا CSF ایجاد می‌شود.

## علل ادم مغزی
1. ادم وازوژنیک ناشی از آسیب به سد خونی مغزی (BBB): تومور مغزی و صعود به ارتفاع در این گروه بحث می‌شوند.
2. ادم سیتوتوکسیک: ناشی از اختلال عملکرد سلول‌های نوروگلیا مانند مسمومیت با ایزونیازید و هگزاکلروفن، سندرم رای، هیپوترمی، انسفالوپاتی و ایسکمی.
3. ادم اسموتیک: ناشی از کاهش فشار اسمزی پلاسما مانند هیپوناترمی، دیابت بی‌مزه، همودیالیز و اصلاح سریع هایپرگلیسمی در کمای دیابتی.
4. ادم بافت بینابینی: اغلب در هیدروسفالی حاملگی دیده می‌شود.

## درمان
اگر درمان محافظه‌کارانه مانند تجویز مانیتول و مدر، سرم سالین هایپرتونیک و … پاسخ نداد، ممکن است مداخلهٔ جراحی برای کاهش فشار داخل جمجمه‌ای و اجتناب از فتق مغزی ضروری باشد.